# مؤتمر الرياض 2017 (سوريا)
مؤتمر الرياض هو مؤتمر سياسي سوري إنعقد في الفترة من 22–24 نوفمبر 2017، في العاصمة السعودية الرياض بين الأطراف السياسية السورية المختلفة، ويهدف المؤتمر إلى توحيد صف المعارضة السورية، بالإضافة إلى الخروج بوثيقة حول مكونات المرحلة الانتقالية في سوريا.